# 換門事件
换门事件是在2004年亞洲盃足球賽的一场四分之一决赛的点球决战中，日本队在前两轮都罚失的情况下突然提出换球门并得到裁判同意，最终导致约旦队输掉比赛的事件。

## 比赛之前
日本队是上届亚洲杯冠军
，在本届本赛的小组赛上两胜一平一小组第一出线。

约旦队则是以小组第二的身份首次打进亚洲杯8强，约旦国王阿卜杜拉二世特意赶来为约旦队加油。

## 比赛过程
2004年7月31日，在中国重庆奥林匹克体育中心，日本队和约旦队展开争夺第13届亚洲杯的第三个四强席位的比赛。第13分钟，巴沙尔为约旦队首开纪录。3分钟后，日本队就由铃木隆行扳平比分。下半场双方都没有进球。日本队和约旦队在90分钟内战成1比1平。在加时赛中双方也没有进球。双方只好通过点球大战决定胜负。点球大战中，日本队先罚。中村俊辅第一个罚球，他将球射飞了。泽马为约旦队第一个罚球，他打进了。日本队第二个出场的巴西裔球员三都主，他也将球射飞了。就在这时候，日本队的球员和教练认为草地不平整导致他们连续罚失点球，要求换球门。来自马来西亚的主裁判萨克丁同意了。这引起了约旦队的球员和教练的不满，但他们不得不接受裁判的判罚。接下来约旦的第二个罚球的球员阿卡达特将球罚进。日本队的第三个罚球的队员福西崇史将球打进；约旦的第三个罚球的球员阿克尔也将球打进。日本队的第四个罚球的球员中田浩二将球打进；约旦的第四个罚球的球员海萨姆将球射在横梁上，此时日本还落后约旦一球。接着日本队的铃木隆行将球打进而约旦队的法伊萨尔将球射偏，双方回到同一起跑线上。第六轮中，约旦队的守门员莎菲将中泽佑二的点球扑了出去；但约旦队的阿纳斯却将球打到横梁上，双方还是平手。第七轮中，日本队的宫本恒靖将球打进；约旦队的巴沙尔将球射中了立柱。最终日本队通过点球有惊无险的战胜了约旦队。

| 2004年7月31日 |

| 日本         | 1 – 1 （加時賽） | 约旦       |
| ------------ | ---------------- | ---------- |
| 铃木隆行 16' |                  | 巴沙尔 13' |

| 重庆奥林匹克体育中心 ：萨克丁（马来西亚） |

|                                                                          |       |                                                                |  |
| 中村俊辅 · 三都主 · 福西崇史 · 中田浩二 · 铃木隆行 · 中泽佑二 · 宫本恒靖 | 4 – 3 | 泽马 · 阿卡达特 · 阿克尔 · 海萨姆 · 法伊萨尔 · 阿纳斯 · 巴沙尔 |  |

## 比赛之后
比赛之后，约旦队表示抗议，认为换门罚点球影响了约旦球员的情绪，但不准备上诉；而日本队主教练济科则表示并非他要求去换门，他也是第一次遇到中途更换球门罚点球的事。

在接下来的比赛中，日本队通过加时赛以4比3战胜巴林队，进入决赛。在决赛中，日本队以3比1战胜东道主中国队，成功卫冕亚洲杯，中田浩二在第66分钟的手球争议引发了赛后的球迷骚乱。